# NGC 6250
NGC 6322 est un très jeune amas ouvert découvert par l'astronome britannique John Herschel en 1834.
Selon la classification des amas ouverts de Robert Trumpler, cet amas renferme moins de 50 étoiles (lettre p) dont la concentration est faible (IV) et dont les magnitudes se répartissent sur un grand intervalle (le chiffre 3),. Toutefois, la classification proposée par le catalogue Lynga est différente, l'amas renfermerait plus de 100 étoiles (r) et sa concentration serait moyenne (II).

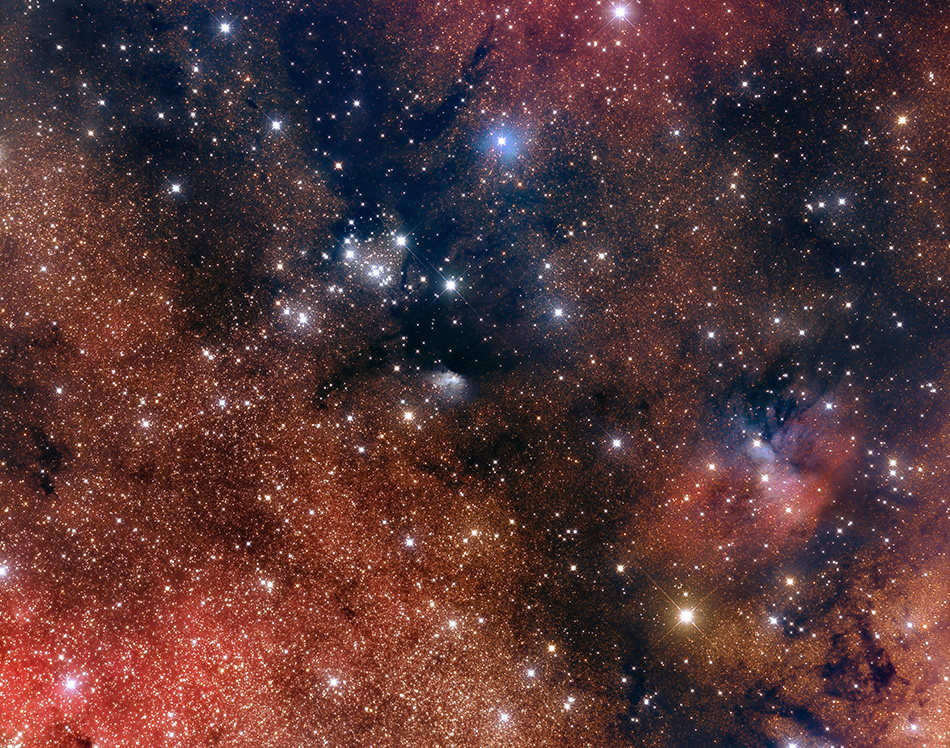
L'amas ouvert NGC 6250 (en haut à gauche) par Adam Block (Observatoire du mont Lemmon/Université de l'Arizona).

## Observation
Avec une magnitude visuelle de 5,9, on peut observer aisément avec de petites jumelles.

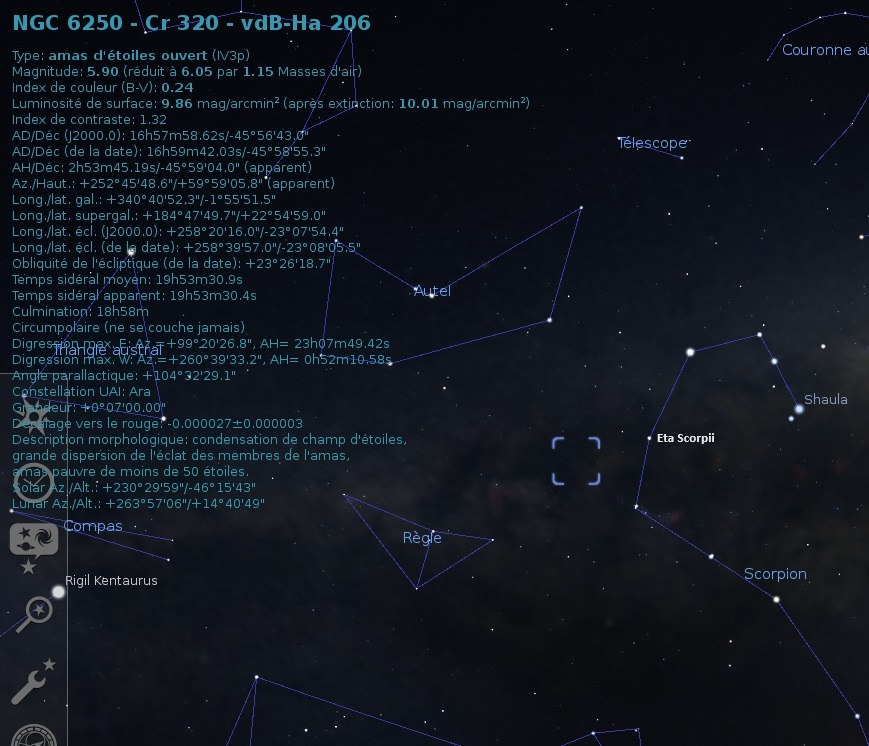
Localisation de NGC 6259 dans la constellation de Scorpion.

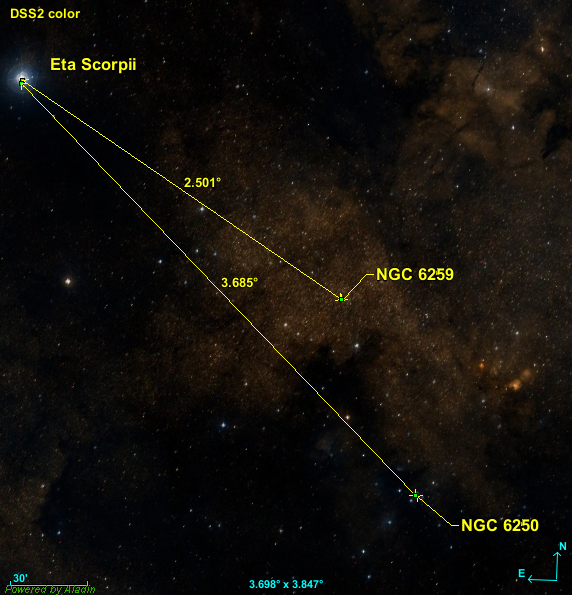
Position de NGC 6259 par rapport à Eta Scorpii.

Les amas ouverts NGC 6250 et NGC 6259 sont situés près l'un de l'autre, mais NGC 6259 est dans la constellation du Scorpion. NGC 6259 et NGC 6250 sont respectivement situés à environ 2,5 et 3,7 degrés au sud-ouest de l'étoile Eta Scorpii.

## Caractéristiques

### Distance, taille et vitesse
La parallaxe moyenne des étoiles de l'amas a été obtenue des mesures effectuées par le satellite Gaia. Cinq valeurs différentes publiées dans de récents articles (2018 à 2021) sont indiquées sur la base de données Simbad : 1,008 ± 0,030 0 mas, 0,977 ± 0,051 mas, 0,988 ± 0,059 mas,, 0,988 ± 0,040 6 mas et 1,102 85 mas. La valeur moyenne de la parallaxe de cet échantillon est égale à 1,012 8 ± 0,026 2 mas, ce qui correspond à une distance de 987 ± 26 pc (∼3 220 al).
Selon les sources, la taille apparente de l'amas est de 9,6′ ou de 10′ ou de 16′ (12,8 ± 3,2 ')  ce qui, compte tenu de la distance comprise entre 987 ± 26 pc et 2 658 pc, et grâce à un calcul simple, équivaut à une taille réelle de 12,0 ± 3,3 al.
La base de données Simbad indique deux valeurs très différentes de la vitesse l'amas: −8,00 ± 0,81 km/s et −16,8 ± 0 km/s.

### Métallicité
Simbad rapporte une seule valeur de la métallicité, soit -0,008. Selon cette valeur, le pourcentage d'éléments lourds (plus lourd que l'hydrogène et l'hélium) de cet amas est de 98% (10-0,008) de celui du Soleil.

### Âge
Webda et Lynga indiquent un âge de 26 millions d'années (log10=7,415 = 107,415).

## Les étoiles de NGC 6250
On peut accéder aux propriétés des étoiles située dans les environs de NGC 6250 en utilisant sur base de données Simbad la requête de recherche NGC 6281 NUM, où NUM est un nombre allant de 1 à 37.
L'étoile HD 152979 dont la vitesse est de −588 ± 51 km/s présente un intérêt particulier, car il s'agit sans doute d'une étoile en fuite. Cependant, cette vitesse provient des mesures du relevé RAVE DR3 et DR4 et c'est la seule mesure existante pour cette étoile. Il s'agit donc d'une valeur très incertaine.
Au moins 21 étoiles du tableau ci-dessous ont des caractéristiques semblables, distance et mouvement propre, et elles sont probablement membres de NGC 6250. Le mouvement propre de deux de ces étoiles est vraiment différent des 21 autres, mais leur distance est semblable. Pour quatre étoiles, on ne trouve ni leur distance ni leurs coordonnées.
| Num # | Nom         | α                | δ                 | type    | P (mas)         | d (pc)      | μα* (mas/an) | μδ* (mas/an) | mV    | Rem          |
| ----- | ----------- | ---------------- | ----------------- | ------- | --------------- | ----------- | ------------ | ------------ | ----- | ------------ |
| #4    | HD 152917   | 16h 58m 33.0355s | -45° 55′ 13.2673″ | F1V     | 9,9533 ± 0,0271 | 100 ± 0     | -2,648       | -24,140      | 7,62  | Nm & Dbl/Mul |
| #32   | HD 152917   | 16h 57m 04.4574s | -46° 08′ 37.4673″ | B9Ve    | 2,4608 ± 0,025  | 406 ± 4     | 0,043        | -5,586       | 8,69  | Nm           |
| #11   | NGC 6250 11 | 16h 58m 02.4810s | -45° 55′ 48.5293″ |         | 2,3733 ± 0,0138 | 421 ± 2     | 16,238       | -22,637      | 12,7  | Nm           |
| #24   | NGC 6250 24 | 16h 57m 30.0636s | -45° 57′ 35.6669″ |         | 2,3698 ± 0,0128 | 422 ± 2     | 8,294        | 10,811       | 12,39 | Nm           |
| #33   | HD 152561   | 16h 56m 15.5388s | -46° 02′ 57.7224″ | B9.5V   | 2,0421 ± 0,0188 | 490 ± 5     | -6,098       | -6,119       | 9,11  | Nm           |
| #22   | HD 152706   | 16h 57m 12.0960s | -45° 52′ 35.6868″ | B9.5V   | 1,958 ± 0,0178  | 511 ± 5     | -1,782       | -2,538       | 10,09 | Nm           |
| #27   | NGC 6250 27 | 16h 57m 52.4992s | -45° 58′ 59.6880″ |         | 1,8354 ± 0,0811 | 545 ± 24    | -6,267       | -9,267       | 12,48 | Nm           |
| #23   | NGC 6250 23 | 16h 57m 30.9719s | -45° 57′ 24.4404″ |         | 1,4055 ± 0,0182 | 711 ± 9     | -2,735       | -9,346       | 11,57 | Nm           |
| #16   | HD 329267   | 16h 58m 19.2807s | -45° 55′ 41.6462″ | K5      | 1,1179 ± 0,0148 | 895 ± 12    | 6,308        | -3,496       | 11,01 | Nm           |
| #8    | NGC 6250 8  | 16h 58m 02.1142s | -45° 56′ 27.3960″ |         | 1,0817 ± 0,0166 | 924 ± 14    | 0,697        | -2,454       | 12,58 |              |
| #19   | HD 329269   | 16h 57m 34.2139s | -45° 54′ 38.3675″ | A       | 1,08 ± 0,0173   | 926 ± 15    | 0,499        | -5,212       | 11,09 |              |
| #21   | HD 329269   | 16h 57m 20.4499s | -45° 51′ 57.8288″ | B2IV    | 1,0708 ± 0,0182 | 934 ± 16    | 0,268        | -2,446       | 9,062 |              |
| #13   | NGC 6250 13 | 16h 58m 01.5236s | -45° 55′ 35.4559″ |         | 1,032 ± 0,0183  | 969 ± 17    | 0,481        | -2,552       | 13,1  |              |
| #14   | NGC 6250 14 | 16h 57m 59.7278s | -45° 55′ 27.4131″ |         | 1,0226 ± 0,0159 | 978 ± 15    | 0,398        | -2,501       | 13,59 |              |
| #10   | NGC 6250 10 | 16h 58m 00.9665s | -45° 55′ 17.5197″ |         | 1,0206 ± 0,0152 | 980 ± 15    | 0,188        | -2,554       | 12,18 |              |
| #28   | NGC 6250 28 | 16h 58m 03.5043s | -45° 59′ 34.7900″ |         | 1,0171 ± 0,016  | 983 ± 15    | 0,714        | -2,619       | 12,43 |              |
| #2    | HD 152799   | 16h 57m 42.8425s | -45° 57′ 41.2634″ | B2/3III | 1,0162 ± 0,0254 | 984 ± 25    | 0,416        | -2,474       | 8,74  |              |
| #20   | HD 329268   | 16h 57m 38.6143s | -45° 54′ 34.0122″ | A3      | 1,0129 ± 0,0205 | 987 ± 20    | -2,908       | -4,972       | 11,41 | M?           |
| #5    | NGC 6250 5  | 16h 57m 58.2337s | -45° 56′ 34.2632″ |         | 1,0128 ± 0,026  | 987 ± 25    | 0,334        | -2,507       | 11,1  |              |
| #35   | HD 152979   | 16h 58m 56.8069s | -46° 07′ 44.3785″ | B0IVe   | 1,0117 ± 0,0394 | 988 ± 38    | 0,451        | -2,501       | 8,16  | Nm, Be, Ef   |
| #25   | NGC 6250 25 | 16h 57m 43.5880s | -45° 59′ 16.9019″ |         | 1,0089 ± 0,0137 | 991 ± 13    | 0,340        | -2,354       | 12,41 |              |
| #1    | HD 152853   | 16h 58m 07.9289s | -45° 58′ 56.4562″ | B0III   | 1,0066 ± 0,0281 | 993 ± 28    | 0,218        | -2,387       | 7,94  | V*p          |
| #26   | NGC 6250 26 | 16h 57m 45.6734s | -45° 58′ 53.5552″ |         | 1,0057 ± 0,0253 | 994 ± 25    | 0,492        | -2,456       | 12,86 |              |
| #34   | HD 153073   | 16h 59m 26.6914s | -45° 53′ 04.2659″ | B2III   | 1,0027 ± 0,0255 | 997 ± 25    | 0,816        | -2,136       | 9,10  |              |
| #7    | NGC 6250 7  | 16h 57m 53.1301s | -45° 56′ 02.1140″ |         | 0,9941 ± 0,032  | 1006 ± 32   | 0,302        | -2,883       | 11,87 |              |
| #12   | NGC 6250 12 | 16h 58m 02.8708s | -45° 55′ 38.5823″ |         | 0,9926 ± 0,0154 | 1007 ± 16   | 0,314        | -2,505       | 12,90 |              |
| #15   | NGC 6250 15 | 16h 58m 05.3024s | -45° 53′ 37.8916″ |         | 0,991 ± 0,0178  | 1009 ± 18   | 0,354        | -2,432       | 12,00 |              |
| #36   | NGC 6250 36 | 16h 58m 35.4956s | -45° 47′ 15.7403″ | B1      | 0,9865 ± 0,0182 | 1014 ± 19   | -0,743       | -3,410       | 13,92 |              |
| #17   | HD 329271   | 16h 57m 41.2693s | -45° 58′ 49.9168″ | B4V     | 0,9844 ± 0,0193 | 1016 ± 20   | 0,294        | -2,479       | 10,65 |              |
| #9    | NGC 6250 9  | 16h 57m 58.6605s | -45° 55′ 09.0016″ |         | 0,9631 ± 0,0204 | 1038 ± 22   | 0,478        | -2,527       | 12,15 |              |
| #37   | HD 329379   | 17h 01m 05.8735s | -45° 42′ 04.2421″ | B0II    | 0,9121 ± 0,0332 | 1096 ± 40   | 0,665        | -2,810       | 9,83  |              |
| #18   | CD-45 11088 | 16h 57m 43.0434s | -46° 00′ 27.1205″ | A0VI    | 0,6836 ± 1,0055 | 1463 ± 2152 | 1,384        | 1,880        | 11,10 | Nm           |
| #3    | HD 152822   | 16h 57m 55.9086s | -45° 56′ 09.4762″ | B5/6IV  | ?               | ?           | 2,2          | -2,0         | 9,641 | Nm, Dbl/Mul  |
| #6    | NGC 6250 6  | 16h 57m 54.6036s | -45° 56′ 38.7422″ |         | ?               | ?           | ?            | ?            | 12,0  | M?           |
| #29   | NGC 6250 29 | ?}               | ?                 |         | ?               | ?           | ?            | ?            | 12,12 | M?           |
| #30   | NGC 6250 30 | ?}               | ?                 |         | ?               | ?           | ?            | ?            | 12,66 | M?           |
| #31   | NGC 6250 31 | ?}               | ?                 |         | ?               | ?           | ?            | ?            | 10,63 | M?           |

- Be = Étoile Be
- Nm = Non membre
- Ef = Étoile en fuite
- V*p = Variable pulsante
- Dbl/Mul = Double ou multiple
- M? = Peut-être membre ou pas

Simbad montre aussi un bouton nommé Children. En cliquant sur ce bouton, on atteint une section de cette base de données qui renferme un tableau contenant 146 entrées pour NGC 6250. Cependant, des étoiles (les Children) peuvent apparaître plusieurs fois dans la deuxième colonne du tableau, d'où le nombre de liens bibliographiques qui est supérieure au nombre d'étoiles. La quatrième colonne de ce tableau indique la probabilité que l'étoile appartienne à l'amas. En cliquant sur le titre de cette colonne, on peut classer la probabilité par ordre croissant ou décroissant. En cliquant sur la désignation de l'étoile, on atteint la page de Simbad qui résume ses propriétés.